# المسكوبية (القدس)

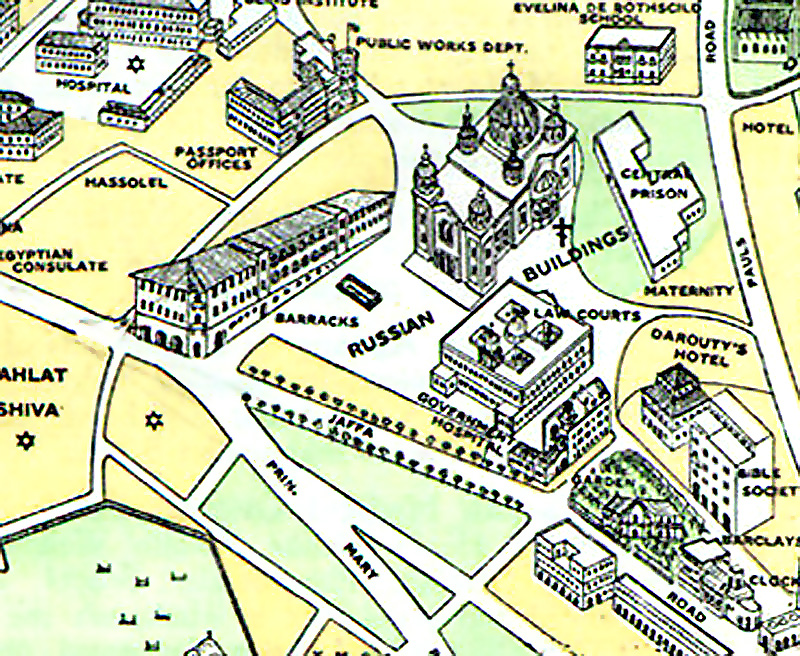
خريطة للمسكوبية في عام 1930.

المسكوبية أو المجمّع الروسي في القدس (بالروسية: Русское подворье в Иерусалиме) هي إحدى أقدم المناطق في وسط مدينة القدس، تعود فترة إنشائها إلى نهاية الحقبة العثمانية في فلسطين. تقع في غرب القدس بالقرب من الحدود التي كانت تفصلها عن الشطر الشرقي قبل حرب 1967. تم بناء المجمع في عام 1864 على الطراز الكلاسيكي من قبل الجمعية الإمبراطورية الأرثوذكسية الفلسطينية، وبدعم من قيصر روسيا لخدمة الحجاج الروس إلى الأرض المقدسة. تمتد المسكوبية على مساحة 68,000 متر مربع بين شارع يافا وشارع الأنبياء على بعد مئات الأمتار من سور القدس. ويضم المجمع كنيسة أرثوذكسية روسية كبيرة هي كاتدرائية الثالوث الأقدس وقنصلية ومستشفى ومركزا تجاريا وكنيسة ونزلين كبيرين للحجاج الروس. وقد حوّلت بريطانيا جزءا من هذا المجمع إلى مقر للشرطة ومركز للتوقيف بعد احتلالها للقدس عام 1917، كما أبقت إسرائيل على هذا الوضع إلى اليوم منذ إستيلاءها على غرب المدينة عام 1948.

## تاريخ

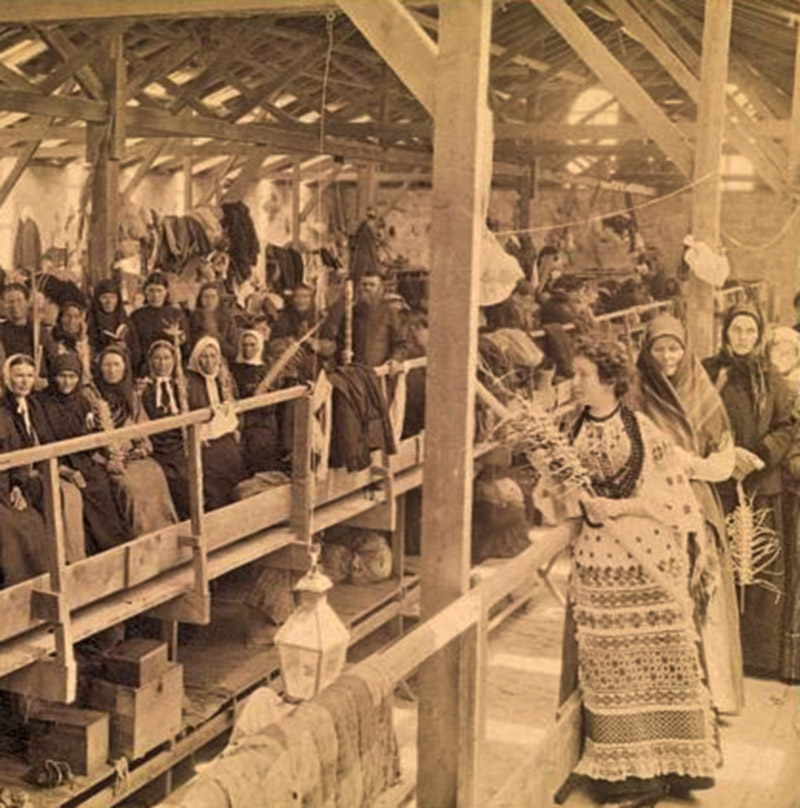
حجاج روس في القرن التاسع عشر.

بدأ بناء المجمع من عام 1860 وانتهى في 1864 من قبل الجمعية الأرثوذكسية الإمبراطورية في فلسطين لخدمة الأعداد الكبيرة من الحجاج الروس إلى المدينة المقدسة. صممه المهندس المعماري الروسي مارتن إيفانوفيتش، وقد اشتمل على مقر البعثة الروسية، القنصلية، والمستشفى، وبيوت الشباب.
وبعد سقوط القدس بيد الجيش البريطاني عام 1917، أصبح المجمع مركزا للإدارة الحكومية التابعة للإنتداب البريطاني. وقد حولت الشرطة البريطانية نزل الرجال فيه الذي يتسع لحوالي 300 شخص إلى مقر لها ولاستخباراتها وإلى مركز للتوقيف. وتعرض المبنى إلى تفجيريين من قبل المنظمات اليهودية عام 1944 وعام 1945 وقد أبقت إسرائيل مقر الشرطة ومركز التوقيف كما هو حتى يومنا هذا.
أما النزل الخاص بالنساء الذي يتسع للعدد نفسه من الحجاج، فقد حولته الشرطة البريطانية إلى سجن القدس المركزي، قبل ان تقوم وزارة الدفاع الإسرائيلية بتحويله إلى متحف لتخليد ذكرى ما تسميهم أعضاء التنظيمات اليهودية التي قامت بتفجيرات ضد أهداف بريطانية وكانت بريطانيا تعتبرهم إرهابيين.

## مباني المجمع
- كاتدرائية الثالوث الأقدس

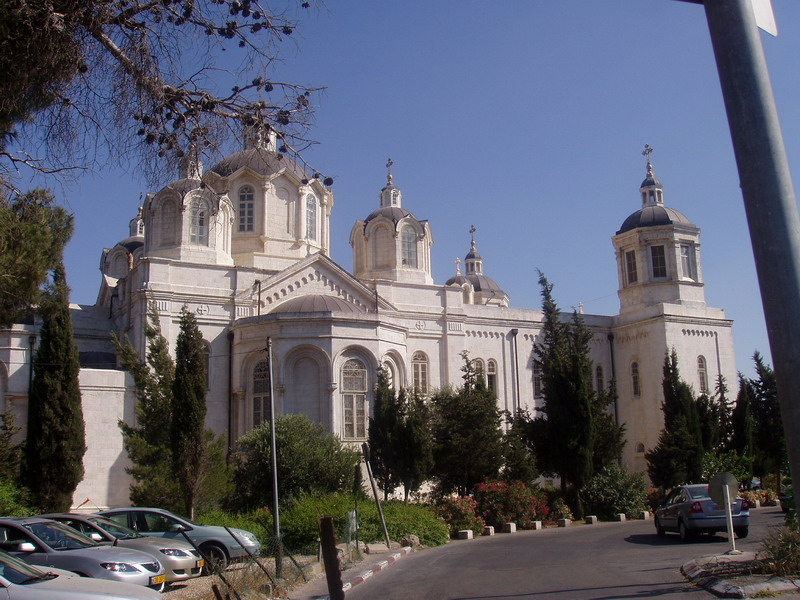
كاتدرائية الثالوث الأقدس

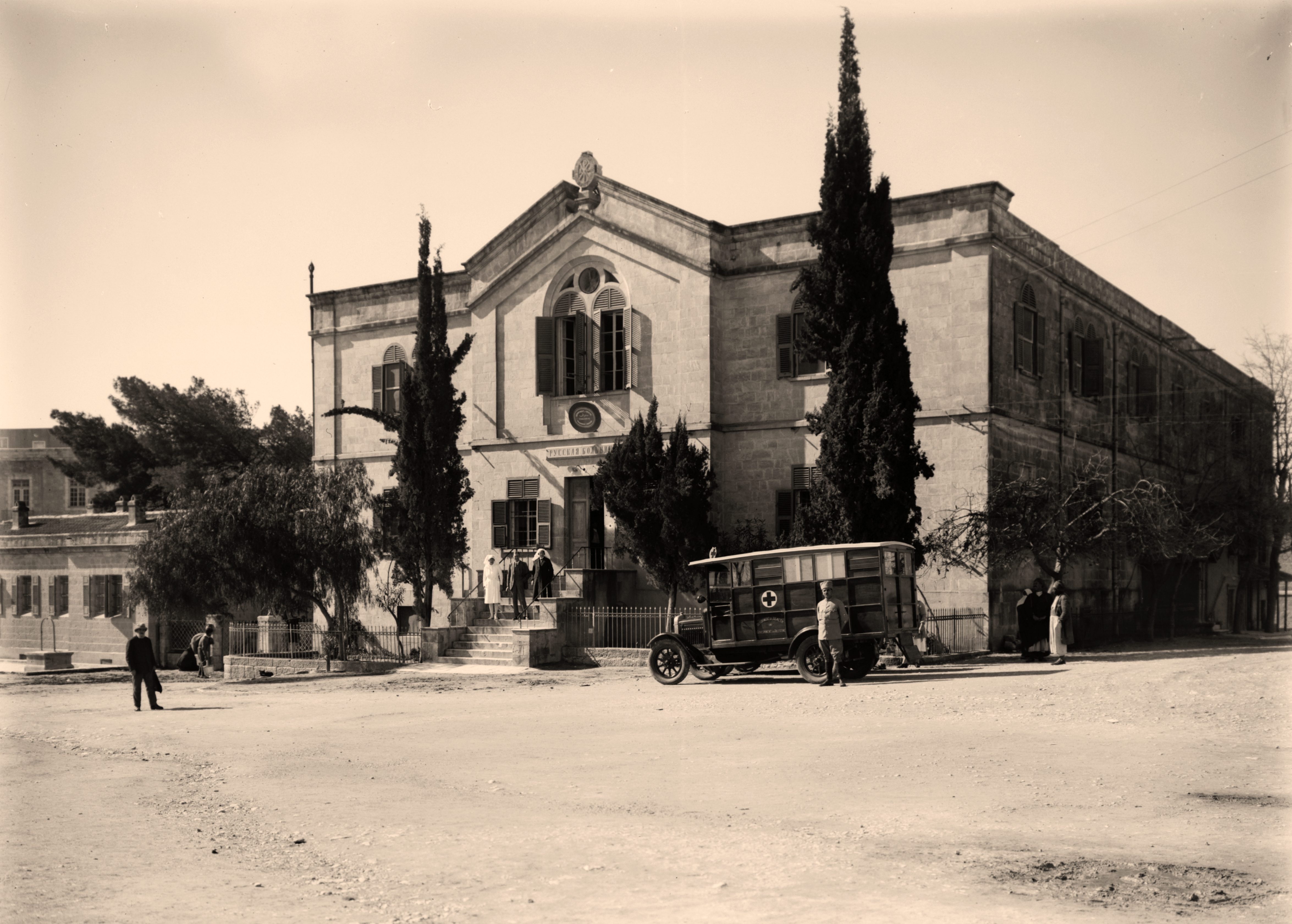
مستشفى المجمع

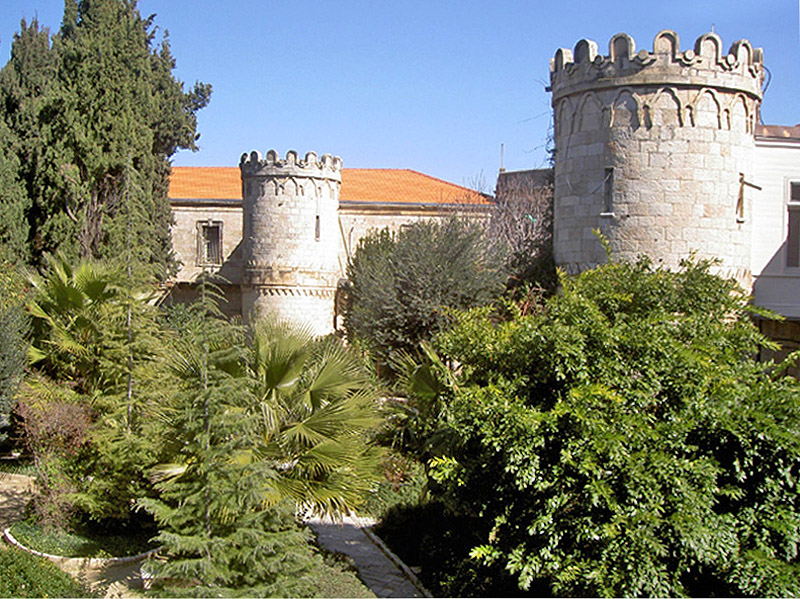
مبنى فناء سيرجي

تُعرف أيضًا باسم الكاتدرائية المسكوبيّة، وهي تُشكل جزءًا كبيرا من المجمّع. تأسست هذه الكاتدرائية على يد مبشرين روس قدموا المدينة خلال القرن التاسع عشر، وشيدوها على أرض كانت تُشكل مضمارًا للفروسية، بعد أن حصلوا على إذن من الحكومة العثمانية. انتهى العمل على هذه الكاتدرائية في سنة 1863، لكنها لم تُكرّس رسميًا حتى سنة 1872. رُممت خلال الفترة الممتدة من عام 1895 حتى عام 1897، وعانت أضرار كبيرة جرّاء حرب سنة 1948، وهي تحت الولاية القضائية للبطريركية المسكوفيّة منذ عام 1948.
- مبنى البعثة الروسية
- القنصلية الروسية
- مستشفى المجمع
- نزل فناء إليزابيث للرجال (الآن هو مقر للشرطة الإسرائيلية ولاستخباراتها ومركز للتوقيف)
- نزل فناء ماريانسكيا للنساء (كان سجن القدس المركزي في فترة الإنتداب، وهو الآن متحف)
- نزل فناء نيكولاي للحجاج
- مبنى فناء سيرجي
- البوابة الشمالية
- البوابة الجنوبية